# Chiesa di San Biagio (Legnaro)
La chiesa arcipretale di San Biagio è la parrocchiale di Legnaro, in provincia e diocesi di Padova; è sede del vicariato di Legnaro.

## Storia
Si sa che a Legnaro fu eretta una chiesa da alcuni monaci benedettini nel corso dell'VII secolo. Nel 1178 compare per la prima volta la dedicazione a San Biagio.
L'attuale parrocchiale venne edificata tra il 1779 e il 1786 su disegno dell'architetto Giorgio Massari, benedetta il 25 luglio 1786 e inaugurata nel 1803, anche se i lavori della facciata continuarono sino al 1821.
L'ampia navata in stile ionico appariva nel 1822 completamente arredata con sette altari.
Nel 1858 venne rifatta la parte superiore del campanile. 
La chiesa fu poi consacrata nel 1907 e, nel 1917, fu elevata al rango di arcipretale. Nel 1997 vennero fuse sei campane in Do3 dalla fonderia De Poli di Vittorio Veneto, nel 2015 vennero poi aggiunte dalla stessa fonderia due campane più piccole per completare la scala musicale.